# Mariana Tîrcă
Mariana Tîrcă (Mândra, 9 de octubre de 1962 y nombre de nacimiento Mariana Oaca)  es una exjugadora de balonmano rumana. 

## Trayectoria
Se la considera una de las leyendas del balonmano rumano e internacional. Fue votada como una de las 5 mejores jugadoras de balonmano del siglo XX. 
Ha jugado 335 partidos con la selección nacional rumana y ha marcado 2043 goles. Tîrcă jugó hasta los 41 años y actualmente es la jugadora con más goles anotados en competición de selecciones del mundo.  

### Entrenadora
Tras sus últimos años como jugadora en el Oltchim Râmnicu Vâlcea pasó a dirigir al equipo durante 4 años, en el que ganó la Liga, la Challenge Cup y fue subcampeona de la Copa EHF. En 2010, tras el nacimiento del club ASC Corona 2010 Brasov, entrena a la cantera del Brasov hasta 2016 y vuelve a tomar las riendas del primer equipo en 2016.
En 2019, siendo Mariana directora técnica del Corona Brașov saltó a la fama uno de los escándalos más sonados de dopaje en el balonmano, el de la selección de balonmano de Rumanía que acabó con Tîrcă fuera del club rumano a pesar de que ella decía que no había tenido nada que ver y con las jugadoras Bianca Bazaliu, Eliza Buceschi, Daria Bucur y Cristina Laslo fuera de la selección para el Mundial de 2019 y con una indemnización en el que Mariana no estaba de acuerdo Tras años de litigio, en 2024, el juzgado falló a favor de Mariana y condenó al Corona Brasov a pagarle unos 50.000€.
En 2024 es la directora técnica del Transilvania Brașov.

### Clubes
- 1980-84:  Rulmentul Brașov
- 1984-88:  Știința Bacău
- 1988-92:  Oltchim Râmnicu Vâlcea
- 1992-99:  Podravka Koprivnica
- 1999-20:  GAS Anagennisi Artas
- 2000-04:  Oltchim Râmnicu Vâlcea

## Títulos
Como jugadora
- 1 x Liga de Campeones (1996 con Podravka Koprivnica )
- 1 x Supercopa de Europa de balonmano (1996 con Podravka Koprivnica )
- 4 x Liga Rumana (1989, 1990, 1991, 2002)

Como entrenadora
- 1 x Liga rumana (2006, con Rulmentul Braşov )
- 1 x Copa Challenge (2007, con Rulmentul Braşov )
- Subcampeona de la Copa de Campeones de la EHF (2008, con Rulmentul Braşov )

## Vida personal
Mariana Tîrcă es ciudadana honoraria de Croacia. Tiene una hija, que también juega al balonmano con la selección  rumana: Sorina Grozav.